# Carlo Cesio

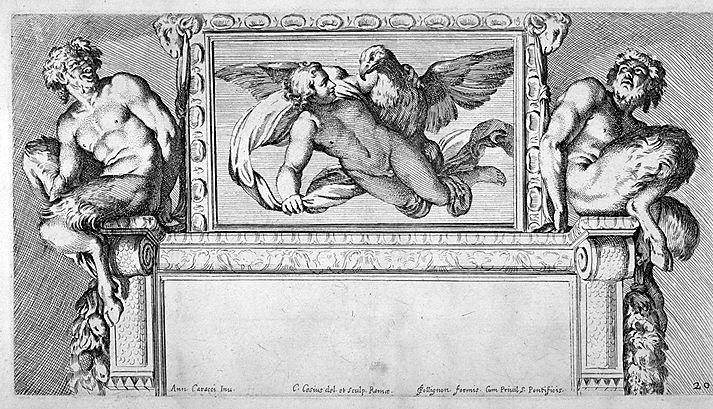
El rapto de Ganímedes. Grabado de Cesio copiado de un mural de Annibale Carracci.

Carlo Cesio o Carlo Cesi (Antrodoco, 1622 - Rieti, 6 de enero de 1682) fue un pintor y grabador italiano. 
Discípulo de Pietro da Cortona, trabajó en Roma bajo la protección del cardenal Cybo. Fue nombrado presidente de la Accademia di San Lucca en 1675.
Entre su producción pictórica, destaca el monumental Salomón (1656-57) para una galería del Palacio del Quirinal en Roma (actualmente en la Sala dei Ambasciadori de dicho edificio). 
Su labor como grabador se centró en la reproducción de obras maestras ajenas, como el ciclo de frescos de Annibale Carracci en el Palacio Farnesio, a los que dedicó 44 planchas en 1657.